# Partners Three (film, 1923)
Ne pas confondre avec le film du même nom sorti en 1919.
Partners Three est un film muet américain réalisé par Ford Beebe et sorti en 1923.

## Fiche technique
- Titre : Partners Three
- Réalisation : Ford Beebe
- Distribution : Pathé Exchange
- Genre : Western
- Dates de sortie :
  -  États-Unis : 18 mars 1923

## Distribution
- Leo D. Maloney : Harmony Larkin
- Bud Osborne : Surly Larkin